# Blasius Merrem taxonjai

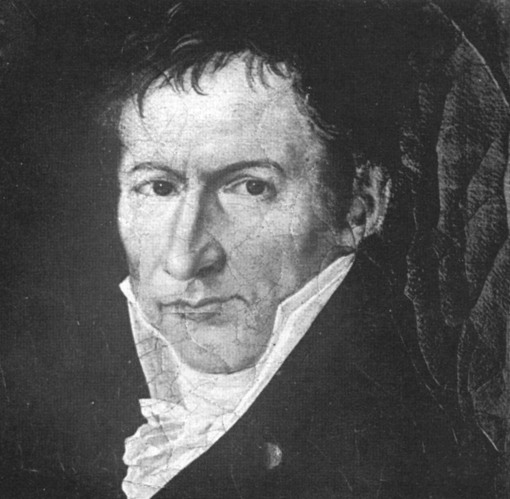
Blasius Merrem

Ezen a listán azok a taxon nevek szerepelnek, amelyeket Blasius Merrem (1761 – 1824) alkotott. Azok a taxon nevek, amelyek nincsenek belinkelve, manapság csak szinonimaként használtak (az alábbi lista nem teljes):

## Madarak
- partfutó (Calidris) Merrem, 1804
- Philomachus Merrem, 1804 - a pajzsos cankó egykori neme

## Hüllők
- Terrapene Merrem, 1820
- Uromastyx Merrem, 1820
- Chamaeleo carinatus Merrem, 1820 - európai kaméleon
- Chamaeleon subcroseus Merrem, 1820 - szenegáli kaméleon
- Python punctatus (Merrem, 1820) - szőnyegmintás piton
- puffogó vipera (Bitis arietans) (Merrem, 1820)
- Bitis arietans arietans (Merrem, 1820)
- efa (Echis) Merrem, 1820[1]

## Kétéltűek
- Rana tigrina Merrem, 1820 - tigrisbéka
- Hypochton Merrem, 1820 - Proteus
- Hypochthon Laurentii Merrem, 1820 - barlangi vakgőte
- Molge palmata Merrem, 1820 - talpas gőte
- Molge punctata Merrem, 1820 - pettyes gőte
- Molge palustris Merrem, 1820
- Molge cinerea Merrem, 1820 - pettyes gőte
- Molge Merrem, 1820 - tarajosgőték